# لورا اسپیرانوویچ
لورا اسپیرانوویچ (کرواتی: Špiranović؛ زادهٔ ۱۸ نوامبر ۱۹۹۱) بازیکن فوتبال اهل استرالیا است.